# Saint-Jean-Brévelay
Saint-Jean-Brévelay är en kommun i departementet Morbihan i regionen Bretagne i nordvästra Frankrike. Kommunen ligger i kantonen Saint-Jean-Brévelay som tillhör arrondissementet Pontivy. År 2022 hade Saint-Jean-Brévelay 2 860 invånare.

## Befolkningsutveckling
Antalet invånare i kommunen Saint-Jean-Brévelay
| Referens: INSEE |